# Thaiattus krabi
Thaiattus krabi (Logunov, 2020) è un ragno appartenente alla famiglia Salticidae.
È l'unica specie nota del genere Thaiattus.

## Distribuzione
Gli esemplari di questa specie sono stati rinvenuti in Thailandia.

## Tassonomia
Per la determinazione delle caratteristiche di questo genere sono stati esaminati gli esemplari di T. krabi Logunov, 2020.
Dal 2020 non sono stati esaminati altri esemplari, né sono state descritte sottospecie al 2022.